# E3 Prijs Vlaanderen 2005
L'E3 Prijs Vlaanderen 2005, quarantottesima edizione della corsa, valido come evento del circuito UCI Europe Tour 2005 categoria 1.1, fu disputato il 26 marzo 2005 per un percorso di 200 km. Fu vinto dal belga Tom Boonen, al traguardo in 4h42'54" alla media di 42,418 km/h.
Dei 187 ciclisti alla partenza furono in 46 a portare a termine il percorso.

## Ordine d'arrivo (Top 10)
| Pos. | Corridore         | Squadra      | Tempo    |
| ---- | ----------------- | ------------ | -------- |
| 1    | Tom Boonen        | Quick Step   | 4h42'54" |
| 2    | Andreas Klier     | T-Mobile     | s.t.     |
| 3    | Peter Van Petegem | Davitamon    | a 13"    |
| 4    | David Kopp        | Wiesenhof    | a 17"    |
| 5    | Nico Mattan       | Davitamon    | s.t.     |
| 6    | Steffen Wesemann  | T-Mobile     | a 22"    |
| 7    | Erik Dekker       | Rabobank     | a 33"    |
| 8    | Jeremy Hunt       | Mr Bookmaker | a 2'50"  |
| 9    | Eric Baumann      | T-Mobile     | s.t.     |
| 10   | Lars Michaelsen   | CSC          | s.t.     |